# Konopice polní

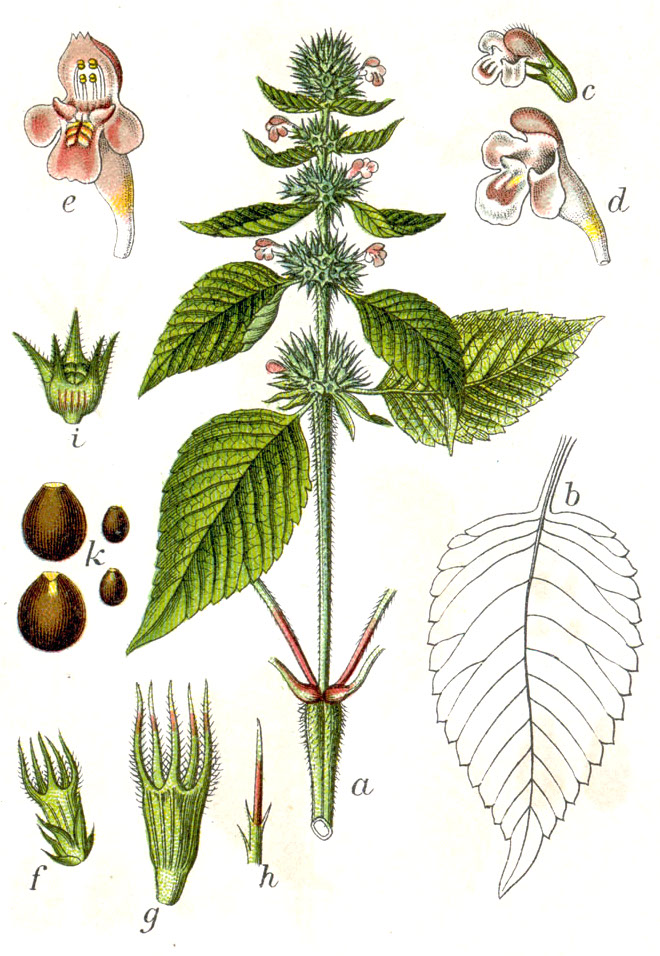
Nákres konopice polní

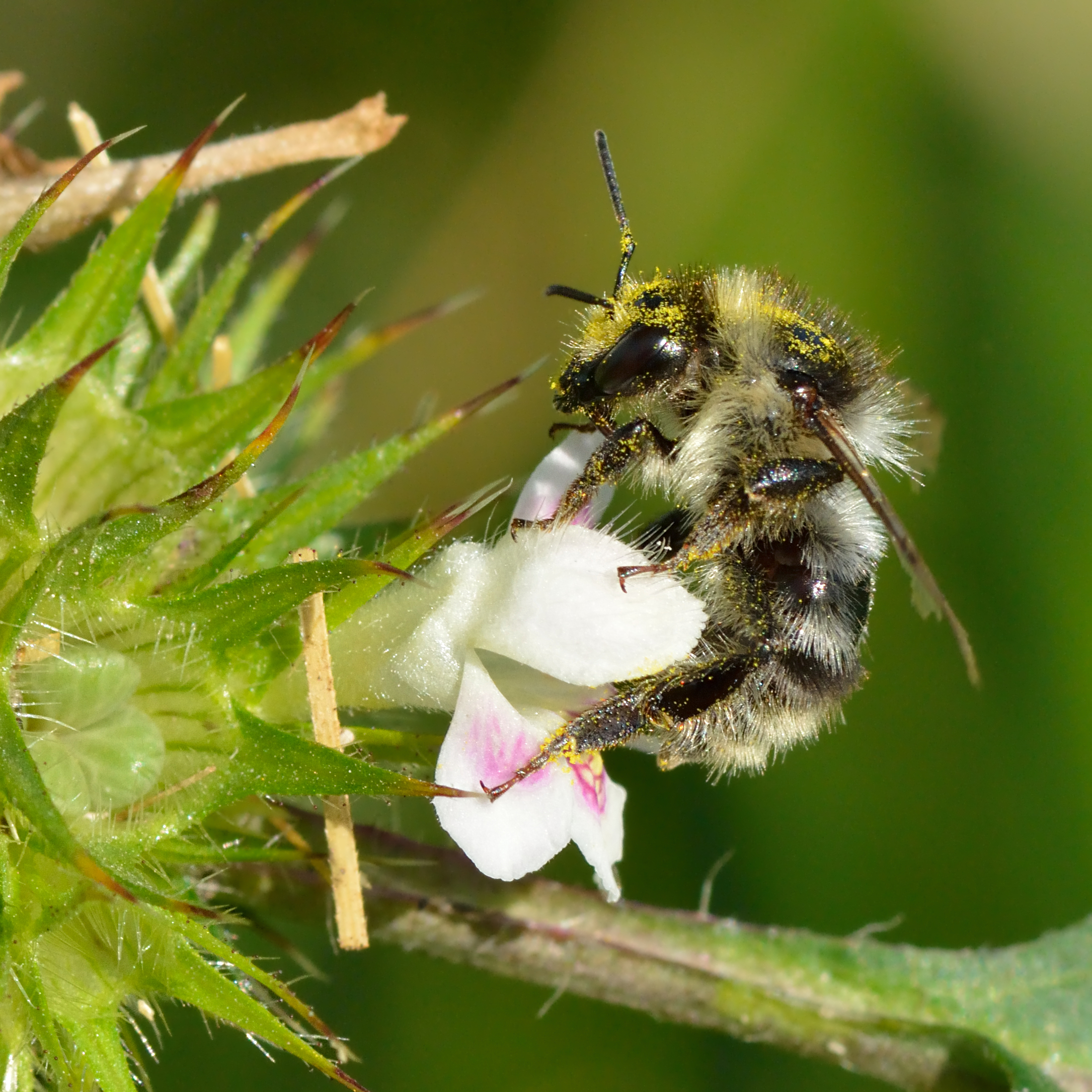

Konopice polní (Galeopsis tetrahit) je planě rostoucí rostlina vyskytující se na orné i ladem ležící půdě téměř v celé České republice. Tato statná, bíle, světle nachově nebo žlutavě kvetoucí bylina je druh z nevelkého rodu konopice. V české přírodě je původní a bývá považována jak za polní plevel, tak i za léčivou rostlinu.

## Rozšíření
Je rozšířena téměř v celé Evropě až po Ural na východě, neroste jen na jihu okolo Středozemního a Černého moře. Druhotně byla zavlečena do Severní a Jižní Ameriky a také na Nový Zéland.

## Ekologie
Rostlina má poměrně velké nároky na slunce a průměrné na vlhkost půdy. Roste v lehčích, sušších půdách po okrajích lesů, podél komunikací, na rumištích, poblíž lidských sídel, běžně od nížin až po nadmořskou výšku 1500 m; bývá jednou z prvých rostlin na neobdělávané půdě. Je rozšířeným plevelem, často se objevuje na mezích a v polích, kde zapleveluje jarní obilí, len, okopaniny (hlavně brambory) a další zahradní plodiny. Kvete od července do září.

## Popis
Jednoletá rostlina s mírně hranatou, přímou a větvenou lodyhou dorůstající do výše 40 až 100 cm, která vyrůstá z krátkého, větveného kořene. Štětinatě chlupatá, pod uzlinami napuchlá lodyha je porostlá vstřícnými, dlouze řapíkatými, až 10 cm dlouhými a 5 cm širokými listy. Jejich kalně zelené čepele jsou kopinaté až vejčité, u báze klínovitě uťaté, po obvodě hrubě pilovité s pěti až deseti páry zubů, na vrcholu jsou špičaté a oboustranně chlupaté.
Přisedlé květy, rostoucí v šesti až desetičetných lichopřeslenech v úžlabí horních listů, vytvářejí přerušovaný lichoklas. Lichopřeslenů vyrůstá až osm nad sebou, spodní jsou od sebe vzdálenější a horní k sobě bližší. Jejich krátké listence jsou po odkvětu tuhé a pichlavé. Dvoupyské, oboupohlavné květy mají zvonkovitý kalich s pěti žilnatými, chlupatými a výrazně pichlavými lístky stejně dlouhými jako korunní trubka. Jemně chlupatá koruna, asi 1,5 cm dlouhá, je červenofialová až růžová či žlutavě bílá. Její široký střední lalok dolního pysku je čtvercový se dvěma dutými výstupky, na konci je uťatý a nevykrojený, na bázi má žlutou skvrnu a po obvodě světlý lem, v barvě koruny je druh dost variabilní. V koruně jsou sblížené čtyři nestejně dlouhé tyčinky ve dvou řadách a čnělka rozdělená ve dvě blizny. Rozkvétá od července do září, opylení zajišťují hlavně včely a čmeláci nacházející ve spodní části korunní trubky nektar. Ploidie druhu je 2n = 32.
Plodem je tvrdka tvořená čtyřmi, asi 3 mm velkými, hranatými, lehce zploštělými plůdky přisedlými v misce suchého kalichu.

## Rozmnožování
Konopice polní se rozmnožuje výhradně semeny (plůdky), kterých na rostlině dozrává i několik tisíc. Semena často dozrají a vypadají ještě před sklizní plodiny a zůstávají v půdě. Klíčí nejlépe z povrchu půdy, semena uložená hluboko si podržují klíčivost i deset let. Vzcházejí hromadně z jara a pak jednotlivě po celou vegetační sezonu; semenáčky jsou choulostivá i na slabý mráz. Do jiných oblastí se šíří osivem nebo statkovým hnojem, snášejí i průchod zažívacím traktem mnoha zvířat.

## Taxonomie
V rámci čeledi hluchavkovitých je řazena do podčeledi Lamioideae. Do agregátu (skupiny blízce příbuzných druhů) konopice polní (Galeopsis tetrahit agg.) dále patří podobná konopice Pernhofferova (Galeopsis pernhofferi), konopice dvouklaná (Galeopsis bifida) lišící se jemně rozeklaným spodním pyskem květní koruny a kříženec Galeopsis x ludwigii.

## Význam
Konopice polní má velkou konkurenční schopnost a je považována za poměrně nebezpečný plevel. Mimo běžného stínění a odnímání živin užitkovým rostlinám způsobuje také při zkrmování silně zaplevelené píce onemocnění dobytka. Neúčinnějším způsobem, jak se této plevelné rostliny zbavit, je nedovolit jí se po několik let vysemenit.
Obsahuje kyselinu křemičitou, křemičitany, saponiny, třísloviny, glykosidy, pektin i éterické oleje. Odvar z její kvetoucí natě se používá při zánětech horních cest dýchacích a dalších plicních onemocněních, při regeneraci vazivových tkání a pokožky, také napomáhá k rozpadu močových kamenů. Ve formě obkladů se aplikuje na špatně se hojící rány.

## Galerie

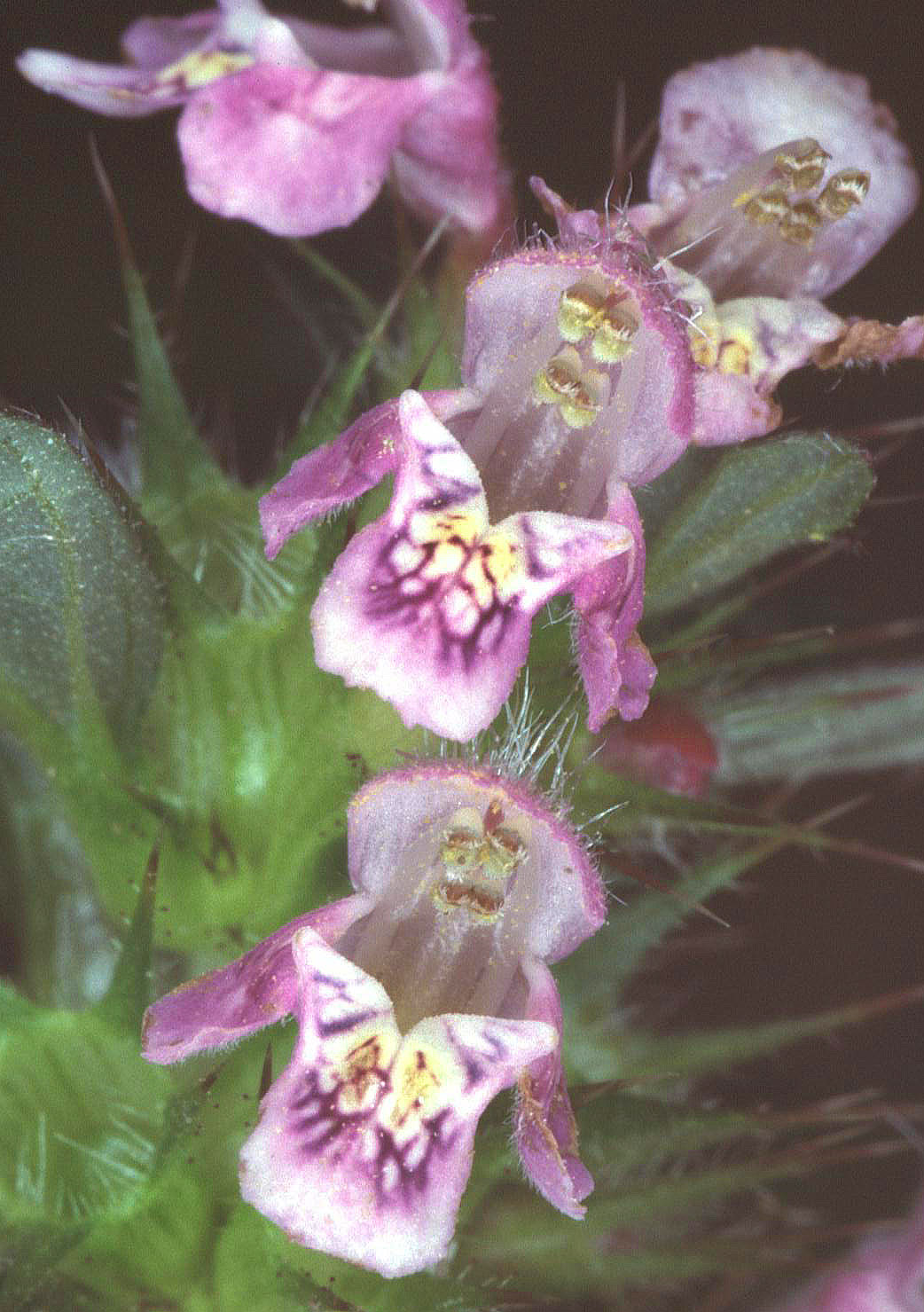
Detail květů
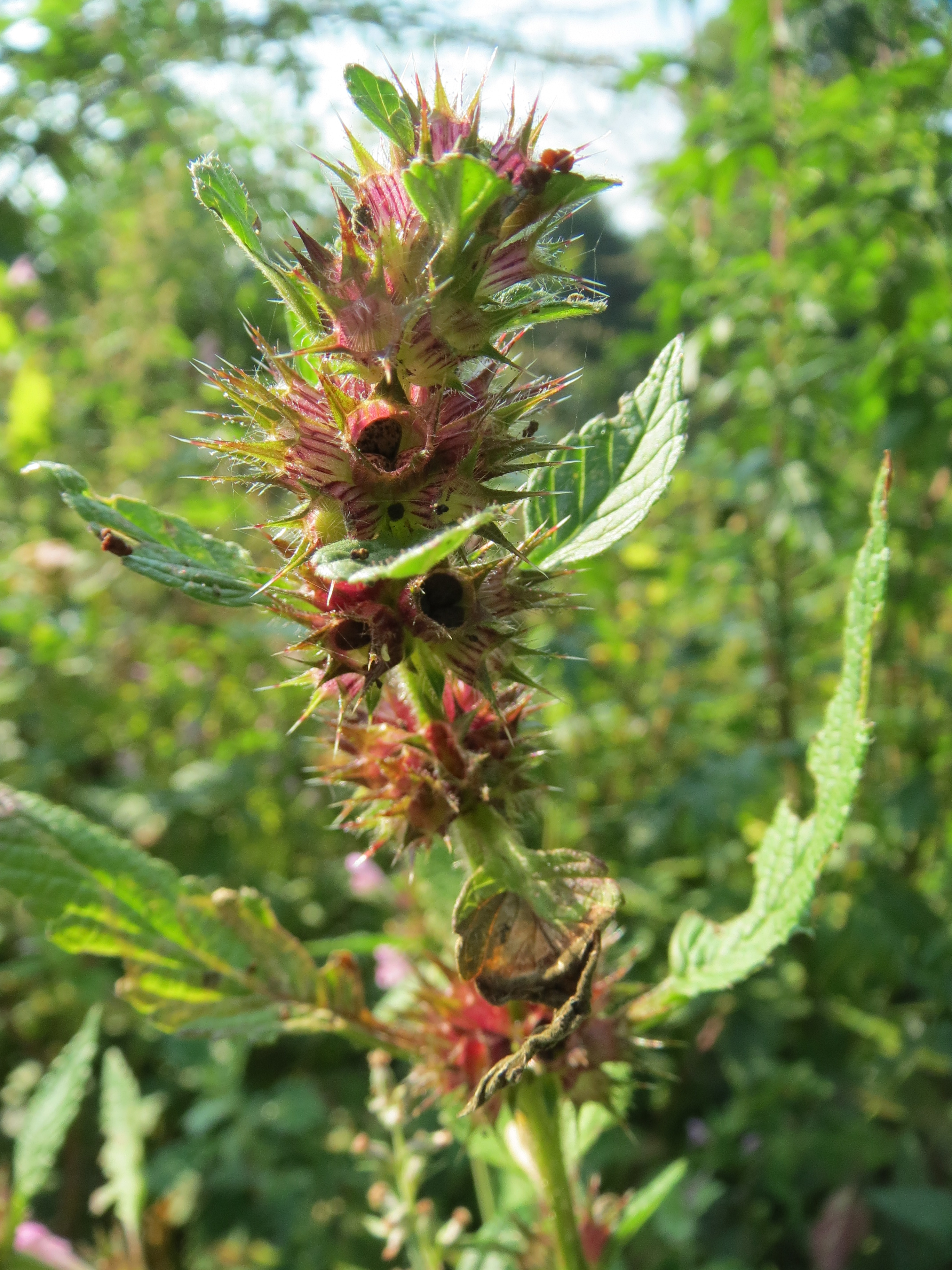
Odkvetlá květenství
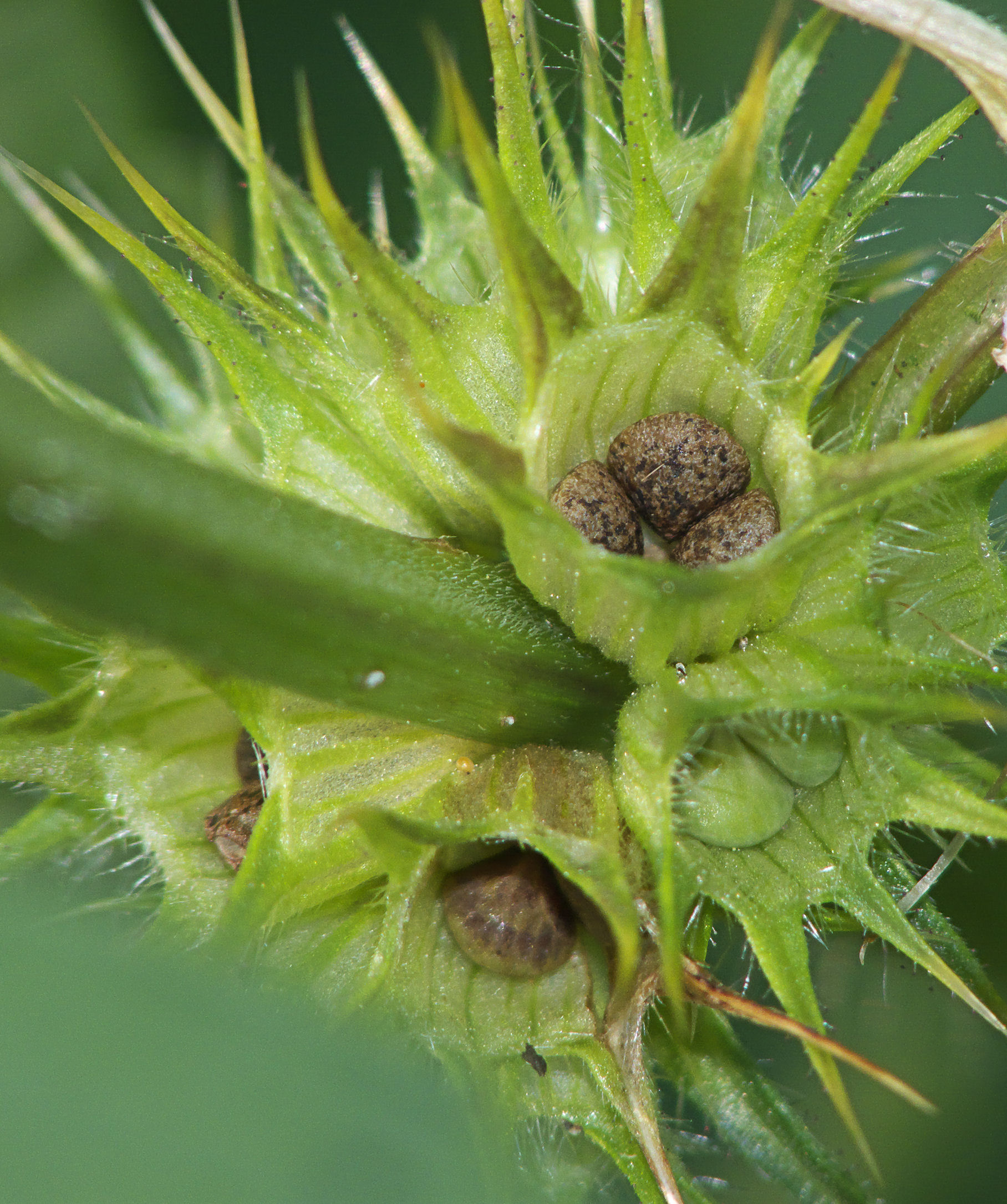
Tvrdky s plůdky
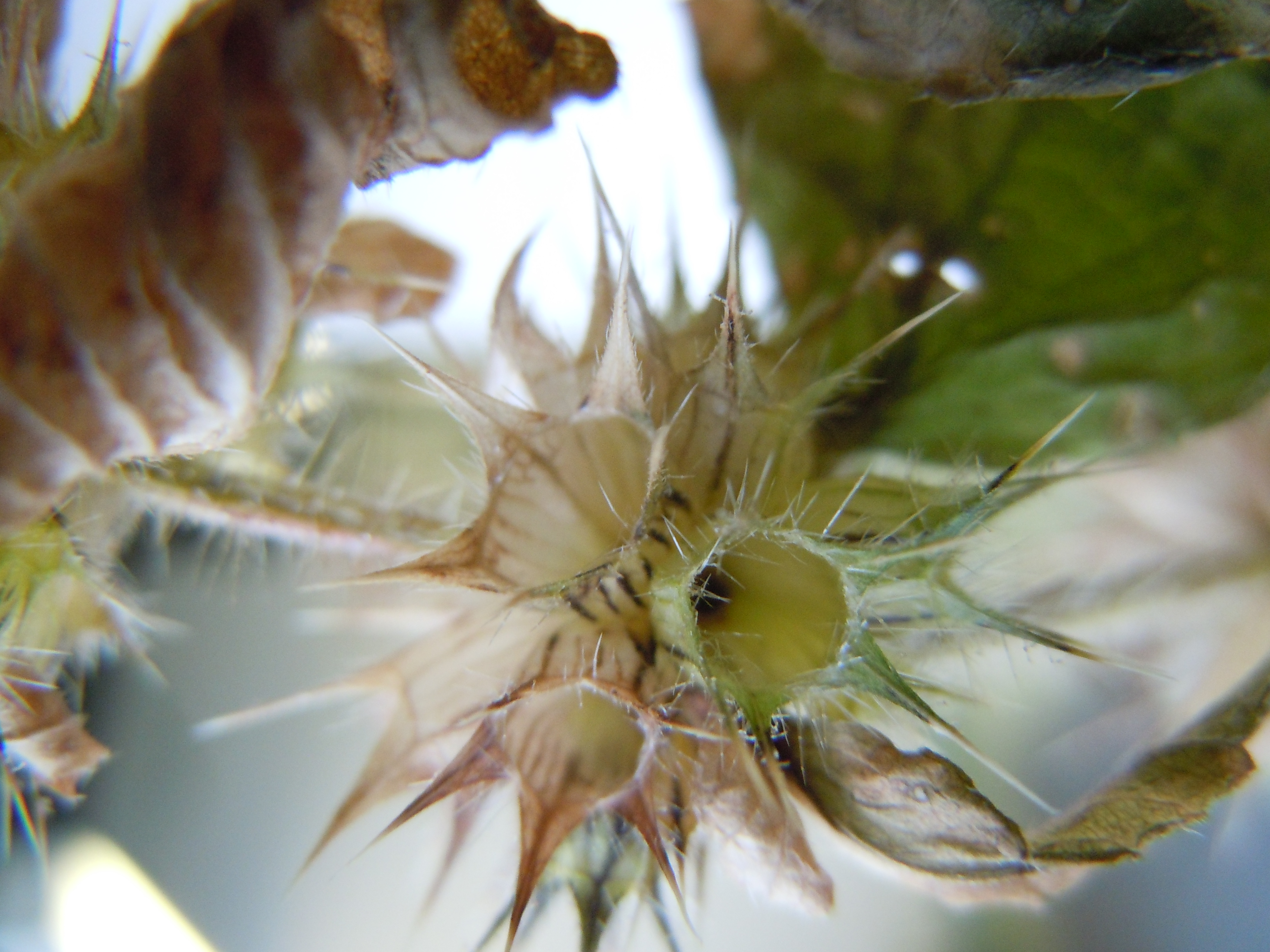
Suché pichlavé tvrdky bez plůdků
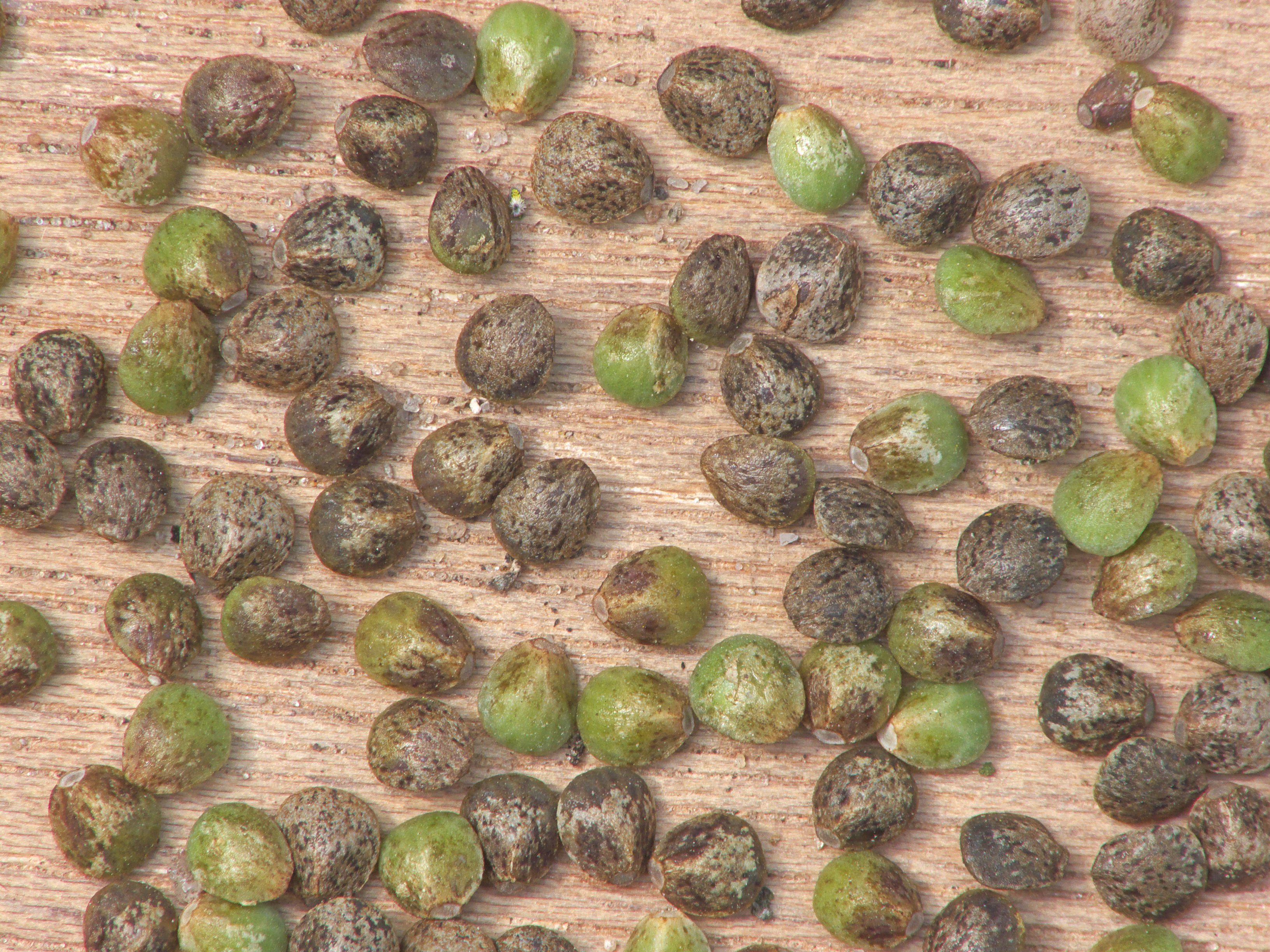
Plůdky